# Journal of Crustacean Biology
Das Journal of Crustacean Biology ist eine seit 1981 erscheinende wissenschaftliche Fachzeitschrift für Crustaceologie. Es ist die offizielle Zeitschrift der Crustacean Society. Ab 2012 und mit Band 32 erschien sie bei Brill und seit 2017 (Band 37) bei Oxford University Press.
Das Journal of Crustacean Biology veröffentlicht im Peer-Review-Verfahren Artikel über die Biologie der Krebstiere sowie anderer mariner Gliederfüßer. Bis 2009 erschienen 2052 Artikel, wovon ein Fünftel (20,5 %) Taxonomie als Thema hatten. Weitere thematische Schwerpunkte waren Systematik (15,5 %), Ökologie (13,5 %) und Anatomie (11,2 %); zusätzlich erschienen Artikel zu Entwicklung, Verhalten, Lebenszyklus und Schutz der Krebstiere. Im Journal of Crustacean Biology wurden bis 2009 insgesamt 606 Arten erstbeschrieben. Außerdem wurden in ihr u. a. zwei Klassen, fünf Ordnungen, 40 Familien und 188 Gattungen aufgestellt.
Neben der gedruckten Version erscheint Journal of Crustacean Biology auch als Onlinezeitschrift. Der Impact Faktor lag im Jahr 2016 bei 1,064.